# Dolores Serrano
Dolores Serrano Cueto (Cádiz, 16 de enero de 1967) es una compositora española, pianista y docente.  

## Formación
Desde 1990 hasta 1995 estudió en el Conservatorio Profesional de Música “Manuel Falla” de Cádiz  donde tuvo como docentes, entre otros, a Itziar Elorta, Rafael Prieto y José Ríos Ruiz, quien fue primer premio del Conservatorio de Madrid, para completar su formación en 2000 en el Conservatorio Superior Manuel Castillo de Sevilla.
Es miembro de la Asociación Española de Mujeres en la Música.[cita requerida]

## Trayectoria profesional
Se desempeña como pianista acompañante y profesora de Música y Movimiento, Expresión y Teatro Musical, en la escuela municipal de danza de San Fernando (EMDSF) en Cádiz. 
En 2005 formó una orquesta infantil con alumnos del grado elemental del conservatorio, “La Orquestilla”, con la que ha realizado diferentes espectáculos musicales. 
Ha compuesto obras para diversas agrupaciones instrumentales de concierto,  así como la realización de bandas sonoras de diferentes cortometrajes y películas.

## Principales obras

### Composiciones para piano[3]

#### Solos
- Aunque no lo parezca ¡siglo XXI! (2017)
- Caibanera Blues (2016)
- Por Ellas (2015)
- Glo Savall (2011)
- Escucha las voces del agua (2010)
- En Vertical (2010)
- Susúrrame al oído (2009)

#### Dúos
- Mi´saicos en Granada (2018). Violín, arpa
- Miradas'(2016). Trompeta, piano
- Minituras 1 y 2 (2011). Violín, piano
- Baile entre jarcias y aparejos (2009). Flauta, marimba
- Borrando el aire de los recuerdos (2009). Saxo –soprano-, piano
- Las Divas no llevan chanclas (2008). Voz –soprano-, piano
- Canción para Tintín (2007). Voz, piano
- Canciones para tocar (2005). “Si,si, sí…nº1”, “Baila conmigo nª2”, “Canción de las Claves nº3”. Trompeta, piano
- Nana -Sonata Tic-Tac- (2000). Voz, piano

#### Tríos
- Soñando el tiempo de Lorca (2019). Fl, vla, arpa
- De C a C, de F a F, y canto porque metoca (2018).Vl, vc, pno
- Para un día cualquiera (2016). Tp, sx –alto-, pno
- Amanece (2007).Tp, carrillón, pno
- Caibanera (2001). Cl, sx –soprano-, pno

### Bandas sonoras de películas y obras de teatro[4]
- Sintonía “Josefa Figueroa” bso-teatro  (2018) banda
- Pelucas BSO (2013) Piano solo
- Contra el tiempo BSO (2012) Piano solo. Nominada Mejor Documental Largometraje en los premios Goya 2012,[5] nominada a los premios del Círculo de Escritores Cinematográficos CEC
- Cinco piezas BSO  (2005) El tiempo, Recuerdos, Soledad*, Solo, El final. (2005) Violonchelo, piano